# Cantonul Anzin
Cantonul Anzin este un canton din arondismentul Valenciennes, departamentul Nord, regiunea Nord-Pas-de-Calais, Franța.

## Comune
- Anzin (reședință) (Ansingen)
- Beuvrages
- Bruay-sur-l'Escaut
- Saint-Saulve